# 赋范代数
在数学中，赋范代数 A 指具备次可加范数的域上的代数：
视需要，有时要求赋范代数具有乘法恒等元 1A，并满足 ║1A║ = 1.